# Secure by design
Secure by design – program, którego naczelnym założeniem jest odpowiednie zaaranżowanie przestrzeni jeszcze w fazie projektu tak, aby była przestrzenią bezpieczną.Tam gdzie program został wdrożony liczba włamań zmniejszyła się o 30%, a subiektywne poczucie bezpieczeństwa wzrosło aż o 70%.

## Geneza programu
W 1996 roku powstała w Kanadzie, z inicjatywy środowisk akademickich, organizacja Crime Prevention through Environmental Design (CPTED, Zapobieganie Przestępczości Poprzez Odpowiednie Kształtowanie Otoczenia), rok później zawiązał się jej europejski oddział - The European Designing Out Crime Association (E-DOCA, Europejskie
Stowarzyszenie Projektowania Przeciw Przestępczości). Dziś ma ponad 300 filii w 30 krajach. Wszystkie chcą uczulić projektantów i mieszkańców na zalety projektowania osiedli pod kątem zapobiegania przestępczości. 

## Secure by design w Polsce
W Siechnicach pod Wrocławiem zrealizowano pierwsze w Polsce osiedle według reguł „bezpiecznej przestrzeni”. Decydującą rolę ma tutaj zwarta konstrukcja domów, brak naturalnych osłon, odpowiednia aranżacja małej architektury i zieleni.